# المعهد العالي للفن المسرحي والتنشيط الثقافي
المعهد العالي للفن المسرحي والتنشيط الثقافي المعروف اختصاراً بـ(ISADAC)، مؤسسة مغربية تأسست في 18 يناير 1985 تحت وصاية وزارة الشباب والثقافة والتواصل، متخصصة في تكوين أطر عليا في مهن التمثيل، الإخراج والنقد المسرحي والتلفزيوني بالإضافة للكتابة المسرحية وكذلك سينوغرافيا الديكور وتقنيات الخشبة وتكوين أساسي في التنشيط الثقافي، مع تكوينات فرعية مثل فن العرائس والملابس والإنارة والصوت، تهدف دروس المعهد العالي للفن المسرحي والتنشيط الثقافي إلى إعداد أطر متخصصة في مجال الفن المسرحي والتنشيط الثقافي مؤهلة للعمل في مجال السمعي البصري،
وزارة الثقافة، المسرح، السينما، التلفزيون، القطاع الحر من جهة، وإلى التجدر في الحضارة المغربية مع السهر على مكتسبات العلوم والتقنيات في علاقتها بفنون العرض من جهة أخرى.

## شروط الترشح والقبول
يشترط في المترشح أن يكون:
- حاملاً لشهادة البكالوريا أو ما يعادلها.
- السن ما بين 17 و24 سنة.
- يطلب من المترشح ضمن الوثائق المطلوبة للترشيح تقديم ملف فني أو أدبي محاولات في الكتابة، الرسم، النحت، ممارسة التنشيط وغير ذلك.
- يتم استدعاء المرشحين الذين تم انتقاؤهم من طرف اللجنة لاجتياز مباراة الولوج من خلال أجندة يتم الإعلان عنها في الموقع الإلكتروني لوزارة الثقافة.

## مباراة الترشح
تشتمل المباراة على ثلاث مراحل:
- المرحلة الأولى:

مقابلة مع المترشح من طرف لجنة الإنتقاء
- المرحلة الثانية:
  - إنشاء في موضوع عام
  - ترجمة نص من العربية إلى الفرنسية
  - تحليل فقرة من نص مسرحي
  - تشخيص لمشهد قصير من المسرح العالمي أو المغربي مهيئ من طرف المترشح
- المرحلة الثالثة:

دورة تدريبية يستدعى لها المرشحون المتفوقون في المرحلة الثانية، يتم على إثرها الإعلان على الناجحين في مباراة الالتحاق بالمعهد، ترسل ملفات الترشيح في الآجال التي يحددها المعهد في إعلان يصدره سنويًا على موقعه الإلكتروني الرسمي ولن يأخذ بعين الاعتبار كل ملف للترشيح يصل بعد الأجل المحدد أو تنقصه وثيقة من الوثائق المذكورة.
ملاحظة: جميع مراحل المباراة إقصائية.

## المسالك والشُعب
- السلك الأساسي:
  - يستغرق السلك الأساسي ستة فصول بعد البكالوريا أو ما يعادلها ويتوج بدبلوم المعهد للفن المسرحي والتنشيط الثقافي بدرجة شهادة الإجازة المهنية، ويشترط في المترشح أن يكون حامل لشهادة البكالوريا أو ما يعادلها.
- سلك الإجازة
  - يستغرق سلك الإجازة ستة فصول بعد البكالوريا أو ما يعادلها ويتوج بشهادة الإجازة في الدراسات الأساسية أو شهادة الإجازة المهنية.
- سلك الماستر
  - يستغرق سلك الماستر أربعة فصول بعد دبلوم السلك الأساسي أو شهادة الإجازة في الدراسات الأساسية أو شهادة الإجازة المهنية أو شهادة وطنية من نفس المستوى أو شهادة معترف بمعادلتها لها، ويتوج هذا السلك بشهادة الماستر أو شهادة الماستر المتخصص.
- الدكتوراه
  - يستغرق سلك الدكتوراه ثلاث سنوات بعد شهادة الماستر أو شهادة الماستر المتخصص أو إحدى الشهادات الوطنية المحددة لائحتها بقرار مشترك للسلطة الحكومية المكلفة بالثقافة والسلطة الحكومية المكلفة بتكوين الأطر والسلطة الحكومية المكلفة بالتعليم العالي أو شهادة معترف بمعادلتها لها، ويتوج هذا السلك بشهادة الدكتوراه.

يمكن تمديد هذه المدة بصفة استثنائية لسنة أو لسنتين على الأكثر.

## أبرز الخريجين
- رشيد الوالي
- رفيق بوبكر
- لطيفة أحرار
- إدريس الروخ
- سعيد باي
- محمد الشوبي
- فاطمة بوبكدي
- محمد مروازي
- سناء عكرود
- ليلى التريكي
- ياسين أحجام
- ربيع القاطي
- سامية أقريو
- نورا الصقلي
- محمد الشوبي
- بنعيسى الجيراري
- دنيا بوتازوت
- هدى الريحاني
- هشام الوالي
- فيصل عزيزي
- محسن مالزي
- مريم الزعيمي
- فاطمة الزهراء قنبوع
- ساندية تاج الدين
- ناصر أقباب
- سعد موفق
- عالية الركاب
- بشرى إيجورك
- عبد السلام البوحسيني
- فاطمة الزهراء لحرش
- عبد الصمد مفتاح الخير
- جليلة التلمسي
- أيوب أبو النصر
- محمد أمين بنيوب
- مسعود بوحسين
- حسناء الطمطاوي
- فريد الركراكي
- سعيد آيت باجا

## وصلات خارجية
- الموقع الرسمي